# Executive Intelligence Review
La Executive Intelligence Review (EIR) es una revista semanal fundada en 1974 por el activista político estadounidense Lyndon LaRouche. Basada en Leesburg, Virginia, mantiene oficinas en una serie de otros países, de acuerdo a su directorio, incluyendo Wiesbaden, Berlín, Copenhague, París, Melbourne, y  Ciudad de México. Desde 2009, la presidenta de EIR News Service es Linda de Hoyos, y el editor de EIR, Nancy Spannaus. Una edición en español es impresa.

## Relación con Lyndon LaRouche
EIR es una de las publicaciones de propiedad del Movimiento LaRouche. Otras incluyen New Solidarity International Press Service; The New Federalist; Fusion Energy Foundation; Nouvelle Solidarité en Francia; Neue Solidarität, publicado por Bürgerrechtsbewegung Solidarität de Larouche en Alemania y  Fidelio,publicado por el Instituto Schiller, también en Alemania.

## Trasfondo
John Rausch escribió que la revista surgió de deseo de LaRouche en los 1970s para formar una red global de inteligencia. Su idea era formar esta red como si fuera un servicio de noticias, el cual dirigiría desde su servicio fundamental The New Solidarity International Press Service (NSIPS), incorporando a tres seguidores de LaRouche en 1974. de acuerdo a  Rausch, esto permitiría al movimiento LaRouche ganar acceso a oficiales del gobierno estadounidense bajo la pantalla de la prensa. Como los fondos del NSIPS crecieron, el EIR fue creado.

### Creación
En los 1980s una subscripción anual costaba US$400.  Nora Hamerman, un editor de EIR, afirmó que en 1990 tenía una criculación de 8,000 a 10,000. Ella dijo que la revista era de propiedad de EIR News Service, pero declinó decir quien estaba detrás del servicio de noticias. El sitio web de LaRouche presiona  a sus lectores a subscribirse.

«Como se descubre rápidamente , el Executive Intelligence Review no es una revista semanal ordinaria. Cada semana, EIR efectúa análisis políticos únicos, reportes y entrevistas que no se encuentran en otras partes.»
Wheen.

### Relación con los grandes medios
Rausch escribe, que a pesar de la conexión con LaRouche, EIR recibe muy poca atención de los grandes medios y cuando lo hacen es en pocas ocasiones. John King, reportero de The Globe and Mail, Toronto, reportó que en 1984 cuando los empleados de EIR aparecían en Washington D. C. y  New York para arengar a las personas ellos los percibían como opositores. En 1988, uno de sus reporteros, Nicholas Benton, recibió una respuesta durante una conferencia de prensa del Presidente Ronald Reagan en respuesta a una pregunta acerca de Michael Dukakis, la cual recibió gran cobertura de otros medios. En 1998, uno de sus escritores antiguos, Jeffrey Steinberg, fue entrevistado por la Televisión británica acerca de la teoría de LaRouche de que la Familia Real Británica había ordenado el asesinato de Diana, Princesa de Gales. EIR la había descrito como la «máxima expresión teórica de que era "asesinato, no accidente"» acerca de la muerte de Diana.
Las oficinas de EIR fueron allanadas en 1986 como parte de una investigación relacionada con los negocios de LaRouche. En 1988, las oficinas de EIR fueron reunidas con otra entidad de LaRouche, la Fusion Energy Foundation, y ambas fueron cerradas por una corte. El editor colaborador  Webster Tarpley dijo que dicho cierre era un esfuerzo del «gobierno secreto invisible y paralelo» para silenciar a  LaRouche a causa de sus campañas presidenciales. LaRouche y muchos de los miembros del equipo de EIR han sido condenados por cargos de fraude postal. Para más información, ver Juicios criminales de LaRouche.

### Denuncia a agentes del MI6
En 1999, el  EIR hizo noticia internacionalmente al publicar en su sitio web los nombres de 117 agentes del MI6 servicio de inteligencia del Reino Unido, lista obtenida del agente renegado, Richard Tomlinson. Un vocero de  EIR dijo que la información había sido recibida sin solicitarla.

### Críticas
En el 2002 Arnaud de Borchgrave, redactor jefe  del The Washington Times, se refirió a Executive Intelligence Review como «un popurrí antisemita de desinformación, factoides, rumores, chismorreos, caricaturas y hechos ocasionales». El director de contrainteligencia de EIR Jeffrey Steinberg se refiere a ese periódico como el «Washington Times Moonie». El Times fue fundado por Sun Myung Moon.

### Publicaciones relacionadas
- Investigative Leads, descrita como  "un subproducto de Executive Intelligence Review, que maneja artículos relacionados con antiterrorismo, terrorismo y narcotráfico."[16]

## Miembros del Equipo y colaboradores
- Lyndon LaRouche, fundador y editor contribuyente
- Nicholas Benton, Jefe de la oficina de Washington D.C. y corresponsal en la Casa Blanca
- Michael Billington,Editor para Asia.
- Anton Chaitkin, Editor de historia.
- Robert Dreyfuss, Antiguo Director de Inteligencia para Medio Oriente.
- F. William Engdahl, Antiguo  colaborador
- David P. Goldman, Antiguo  colaborador
- Laurent Murawiec, Antiguo editor y colaborador.
- Webster Tarpley, antiguo editor colaborador